# Old School
Old School är en amerikansk långfilm från 2003 i regi av Todd Phillips, med Luke Wilson, Will Ferrell, Vince Vaughn och Jeremy Piven i rollerna.

## Handling
Vad gör man när man kommer hem tidigare än väntat och hittar flickvännen naken i sängen med ett gäng fullständiga främlingar? Mitch går tillbaka till college och startar en studentförening med allt annat än studier i fokus! Han och hans kompisar sparkar igång en rad hämningslösa upptåg. Det går så vilt till att rektorn försöker förbjuda verksamheten.

## Rollista
| Luke Wilson         | – Mitch Martin                   |
| Will Ferrell        | – Frank Ricard                   |
| Vince Vaughn        | – Bernard 'Beanie' Campbell      |
| Jeremy Piven        | – Dean Gordon 'Cheese' Pritchard |
| Ellen Pompeo        | – Nicole                         |
| Juliette Lewis      | – Heidi                          |
| Leah Remini         | – Lara Campbell                  |
| Perrey Reeves       | – Marissa Jones                  |
| Craig Kilborn       | – Mark                           |
| Elisha Cuthbert     | – Darcie                         |
| Seann William Scott | – Peppers                        |
| Matt Walsh          | – Walsh                          |
| Artie Lange         | – Booker                         |
| Patrick Fischler    | – Michael                        |
| Sara Tanaka         | – Megan Huang                    |